# キャメロン・ラップ
キャメロン・アーサー・ラップ（Cameron Arthur Rupp , 1988年9月28日 - ）は、アメリカ合衆国テキサス州コリン郡プレイノ出身のプロ野球選手（捕手）。右投右打。MLBのクリーブランド・ガーディアンズ傘下所属。
愛称はスペイン語でシチメンチョウを意味するパーボ。

## 経歴

### プロ入り前
2007年のMLBドラフト43巡目（全体1273位）でピッツバーグ・パイレーツから指名されたが、契約には至らなかった。

### プロ入りとフィリーズ時代
2010年にMLBドラフト3巡目（全体108位）でフィラデルフィア・フィリーズから指名され、6月21日に入団。契約後、傘下のA-級ウィリアムズポート・クロスカッターズでプロデビューし、55試合に出場した。
2011年はA級レイクウッド・ブルークロウズでプレーし、99試合に出場して打率.272、4本塁打、44打点を記録した。
2012年はA+級クリアウォーター・スレッシャーズでプレーし、104試合に出場して打率.267、10本塁打、29打点を記録した。
2013年はAA級レディング・ファイティン・フィルズで開幕を迎え、41試合に出場。打率.245、8本塁打、21打点の成績で、6月上旬にAAA級リーハイバレー・アイアンピッグスに昇格。53試合に出場して打率.269、6本塁打、24打点を記録した。9月3日にメジャーに昇格し、9月10日のサンディエゴ・パドレス戦でメジャーデビュー。「8番・捕手」でスタメン起用され、4打数1安打だった。この年は4試合に出場した。オフは教育リーグのアリゾナ・フォールリーグに参加し、ピオリア・ハベリーナズに所属した。
2014年は出場機会を増やしたが、打率.200未満に終わって打撃面では結果を残せなかった。だが、守備面では.300を超える盗塁阻止率を記録して、チームに貢献した。
2015年6月23日のニューヨーク・ヤンキース戦でメジャー初本塁打を記録した。この年はカルロス・ルイーズに代わって出場する機会が激増し、81試合でプレー。打率は.233と低かったが、二塁打と本塁打をそれぞれ9本ずつ放ち、パワーを発揮した。守備面でも高い実力を発揮し、80試合でマスクを被って4失策、守備率.993、DRS +6、盗塁阻止率37.7%（リーグ5位）という好数値をマークした。
2016年は正捕手の座を手中に収め、105試合に出場。打率.252、16本塁打、54打点、1盗塁という成績のほか、二塁打も26本放った。
2017年は88試合に出場して打率.217、14本塁打、34打点、1盗塁を記録した。
2018年3月25日にDFAとなり、翌26日に自由契約となった。

### レンジャーズ傘下時代
2018年4月3日にテキサス・レンジャーズとマイナー契約を結んだ。移籍後は傘下のAAA級ラウンドロック・エクスプレスでプレーし、32試合に出場して打率.274、8本塁打、26打点を記録した。6月1日に自ら選んで契約を途中で放棄する「オプトアウト」を行使した。

### ツインズ傘下時代
2018年6月4日にミネソタ・ツインズとマイナー契約を結び、傘下のAAA級ロチェスター・レッドウイングスへ配属された。7月11日に自由契約となった。

### マリナーズ傘下時代
2018年7月16日にシアトル・マリナーズとマイナー契約を結び、傘下のAAA級タコマ・レイニアーズへ配属された。オフの11月2日にFAとなった。

### タイガース傘下時代
2019年1月24日にサンフランシスコ・ジャイアンツとマイナー契約を結び、スプリングトレーニングに招待選手として参加することになった。
3月9日に金銭トレードで、デトロイト・タイガースへ移籍した。開幕後は傘下のAAA級トレド・マッドヘンズでプレーしていたが、5月13日に自由契約となった。

### アスレチックス傘下時代
2019年5月18日にオークランド・アスレチックスとマイナー契約を結び、傘下のAAA級ラスベガス・アビエイターズへ配属された。オフの11月4日にFAとなった。

### インディアンス傘下時代
2020年2月7日にクリーブランド・インディアンスとマイナー契約を結び、スプリングトレーニングに招待選手として参加することになった。

## プレースタイル
- 打撃

パワー面で、2012年から2013年にかけて、マイナーながら2年連続で二桁本塁打を放った長打力がある。
- 守備

守備力は全体的に高く、特に強肩が持ち味。2013年から2015年までフィリーズの指揮を執ったライン・サンドバーグから「ロケット砲のような肩」であると評されたほか、フィリーズ投手陣からも評価された。

## 詳細情報

### 年度別打撃成績
| 年 度    | 球 団    | 試 合 | 打 席 | 打 数 | 得 点 | 安 打 | 二 塁 打 | 三 塁 打 | 本 塁 打 | 塁 打 | 打 点 | 盗 塁 | 盗 塁 死 | 犠 打 | 犠 飛 | 四 球 | 敬 遠 | 死 球 | 三 振 | 併 殺 打 | 打 率 | 出 塁 率 | 長 打 率 | O P S |
| -------- | -------- | ----- | ----- | ----- | ----- | ----- | -------- | -------- | -------- | ----- | ----- | ----- | -------- | ----- | ----- | ----- | ----- | ----- | ----- | -------- | ----- | -------- | -------- | ----- |
| 2013     | PHI      | 4     | 14    | 13    | 1     | 4     | 1        | 0        | 0        | 5     | 2     | 0     | 0        | 0     | 0     | 1     | 0     | 0     | 4     | 0        | .308  | .357     | .385     | .742  |
| 2014     | PHI      | 18    | 64    | 60    | 4     | 11    | 4        | 0        | 0        | 15    | 6     | 0     | 0        | 0     | 0     | 4     | 0     | 0     | 20    | 5        | .183  | .234     | .250     | .484  |
| 2015     | PHI      | 81    | 299   | 270   | 24    | 63    | 9        | 1        | 9        | 101   | 28    | 0     | 1        | 0     | 2     | 24    | 5     | 3     | 71    | 8        | .233  | .301     | .374     | .675  |
| 2016     | PHI      | 105   | 419   | 389   | 36    | 98    | 26       | 1        | 16       | 174   | 54    | 1     | 0        | 0     | 1     | 24    | 0     | 5     | 114   | 11       | .252  | .303     | .447     | .750  |
| 2017     | PHI      | 88    | 331   | 295   | 35    | 64    | 17       | 0        | 14       | 123   | 34    | 1     | 0        | 0     | 1     | 34    | 3     | 1     | 114   | 5        | .217  | .299     | .417     | .716  |
| MLB：5年 | MLB：5年 | 296   | 1127  | 1027  | 100   | 240   | 57       | 2        | 39       | 418   | 124   | 2     | 1        | 0     | 4     | 87    | 8     | 9     | 323   | 29       | .234  | .298     | .407     | .705  |

- 2019年度シーズン終了時

### 背番号
- 29（2013年 - 2017年）